# ドキタン
ドキタンは、青森のテレビ局・青森朝日放送のマスコットキャラクター。

## 概要
- 1998年、青森朝日放送で開局7周年を記念して一般からイメージキャラクターの公募を発表。多数の応募の中からドキタンが選ばれ[1]、同年9月20日に誕生。テレビに登場するに至る。
- 同局の略称・ABAの頭文字「A」、またはABAのシンボルマークをモチーフに縄文の都・青森のシンボルである縄文土器や土偶を組み合わせ、情報を発信するイメージを擬人化したもの。ドキタンのネーミングは胸でときめく放送局のイメージから命名。
- 番組終了の際、その後の映画・番組告知などで芸能人がドキタンのぬいぐるみを持って宣伝するのがお約束である。
- 現在、在青局のキャラクターでは最年長で、またくんた君やonちゃんなど、北海道HTBのマスコットキャラクター達に次いで、テレビ朝日系列のマスコットの中でも現役で活躍している古参のキャラクターである。

## プロフィール
- 誕生日は上記のとおり1998年9月20日。
- 両親が存在する。また2022年10月15日からドキタンの幼馴染の女の子である、ABAの新人アナウンサーという設定のキャラクター「ゆめきゅん」も登場した[2]。体はドキタンと同型だが体の色はピンクで頭頂部はハートの形をしている。
- 全体の形は丸みを帯びたピラミッド型の四角錐で、そのせいかCG（ABAの交通安全やかつての地球環境保護のCMに使用）では足が4本あるように見え、4本同時に歩行していた（着ぐるみでは赤い足用のパーツが存在していて、それで歩行する）が、2017年8月以降のCG（ABA天気や短い局宣伝CM）では2本足で描かれている。また頭頂部の丸い部分は光ることができる（着ぐるみでも同じ）。空を飛ぶことができ（実際、前述のCMでは空を飛んでいる）、人間の言葉を理解することができる。

## ほかの在青局のキャラクター
- らぶりん：青森放送
- 山田じん子：青森テレビ